# Yvon de Borchgrave
Yvon de Borchgrave (Bassevelde, 2 september 1809 - Gent, 5 mei 1892) was een Belgisch edelman.

## Genealogie
- Joseph de Borchgrave (1672-1729), trouwde met Anna van Wonterghem (1713) en hertrouwde met Ursula Nobbe (of Noppe). UIt dit tweede huwelijk:
  - Corneille de Borchgrave (1722-1769), x Marie-Catherine Tyvaert
    - Petrus Judocus de Borchgrave (1758-1819), rederijker en toneelschrijver, x Marie-Jeanne Lambrecht
      - Louis de Borchgrave (1764-1860), x Félicité van de Wattyne
        - Yvon de Borchgrave (zie hierna)

## Levensloop
- Yvon de Borchgrave, een telg uit het geslacht De Borchgrave en doctor in de rechten, advocaat, werd in 1873 opgenomen in de erfelijke Belgische adel. Hij trouwde in 1836 in Zingem met Marie-Eugénie Amelot (1813-1893).
  - Emile de Borchgrave (1837-1917), enige zoon van Yvon, doctor in de rechten, buitengewoon gezant en gevolmachtigd minister, voorzitter van de Académie royale de Belgique, verkreeg in 1896 de titel baron, overdraagbaar bij eerstgeboorte. Hij trouwde in 1865 in Den Haag met Wilhelmina Slicher de Domburg (1840-1871), dochter van Jean-Jacques Slicher de Domburg, lid van de Tweede Kamer, en van Emilie Esser. 
    - Roger de Borchgrave (1871-1946), Belgisch ambassadeur, trouwde in Elsene in 1898 met Laure de Borchgrave (1879-1970), uit een niet-geadelde verwante tak de Borchgrave. Ze kregen vier dochters en een zoon.
      - Gerard de Borchgrave (1902-1936), attaché bij de Belgische ambassade in Madrid, trouwde in 1933 in Madrid met Thérèse Mooser Mc Greevy (°1892). Het echtpaar bleef kinderloos en bij zijn vroege dood doofde deze familietak uit.

Een eerste tak de Borchgrave is gesproten uit het eerste huwelijk van Joseph de Borchgrave, van wie de afstammeling Jules de Borchgrave in de adel werd opgenomen.
Deze familie de Borchgrave is niet verwant met de familie De Borchgrave d'Altena.